# Газгольдер

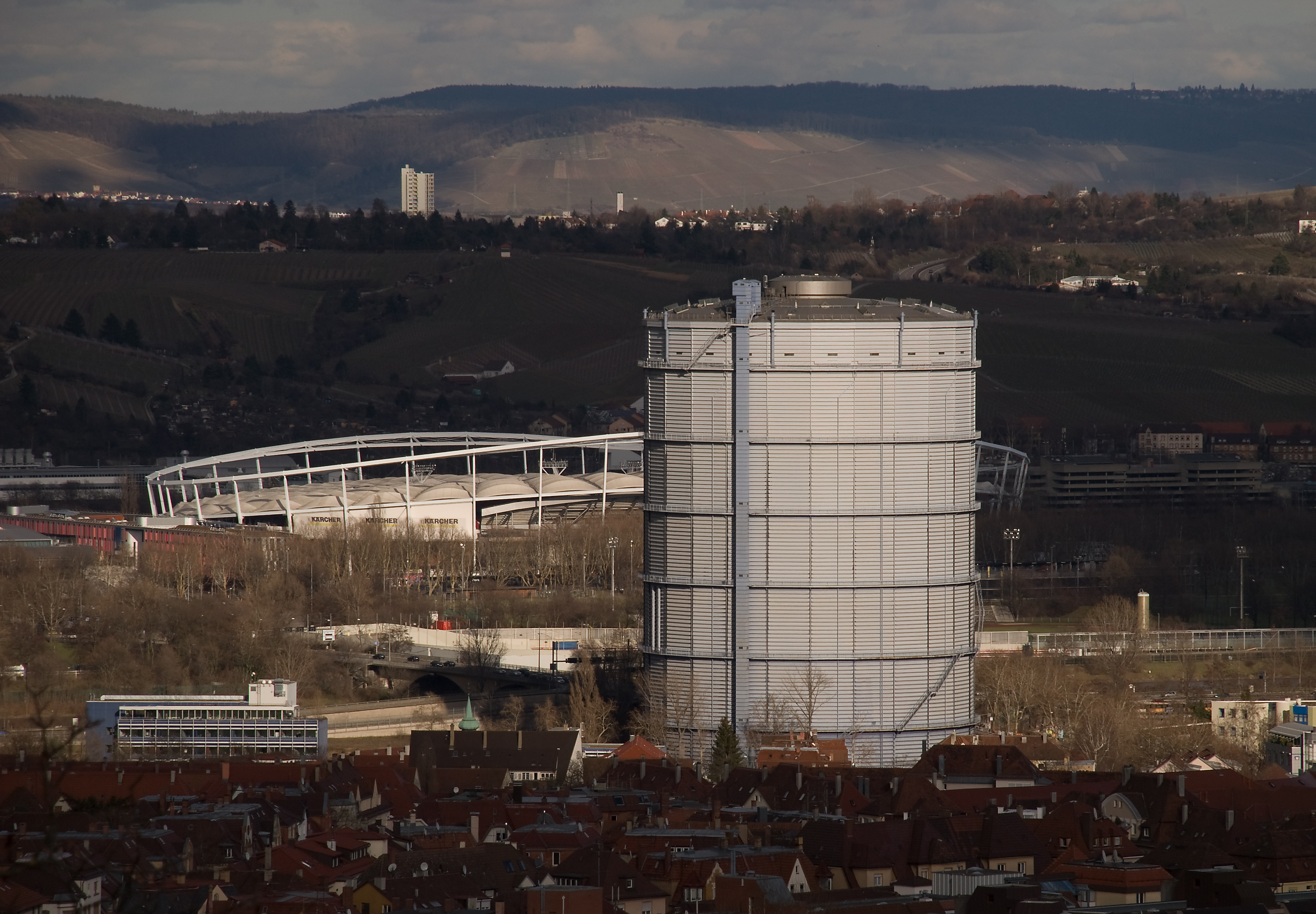
Типовой газгольдер MAN в Штутгарте, Германия

Газго́льдер (англ. gas holder) — резервуар для хранения газообразных веществ, таких, например, как природный газ, биогаз, сжиженный нефтяной газ, воздух и т. д. Существуют газгольдеры переменного и постоянного объёма, а также стационарные и мобильные.

## Газгольдеры переменного объёма

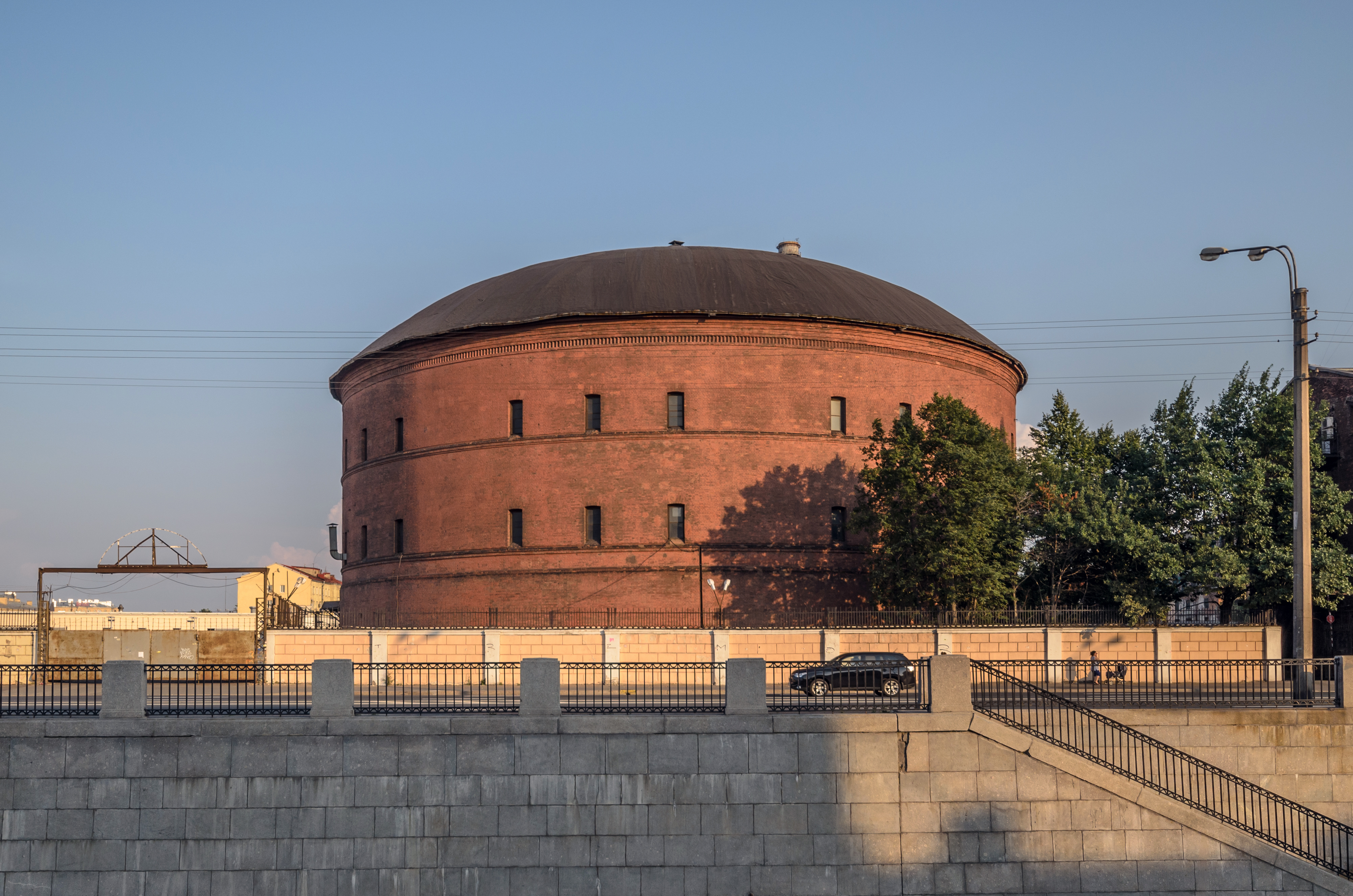
Газгольдер Петербургского газового завода на Обводном канале в Санкт-Петербурге

Газгольдеры переменного объёма хранят газ при давлении, близком к атмосферному, и температуре окружающей среды. Объём контейнера изменяется с изменением количества хранимого газа, для больших газгольдеров он может достигать 30 000 м³ при диаметре цилиндрического хранилища 60 м. Газгольдеры могут изготавливаться из железобетона, стали, резины или прорезиненной материи.
Железобетонные или стальные газгольдеры мокрого типа состоят из вертикального цилиндрического бассейна, наполненного водой, и открытого снизу колокола, поднимающегося при увеличении количества газа. 

Схема газгольдера мокрого типа

В поршневых (сухих) газгольдерах бассейн отсутствует, а объём регулируется перемещением плотно подогнанного к нижнему резервуару поршня. Газгольдеры переменного объёма использовались не столько для долговременного хранения газа, сколько для поддержания давления газа в безопасных пределах при его потреблении. В настоящее время газгольдеры переменного объёма используются мало. Сохранился, например, такой газгольдер на заводе «Казаньоргсинтез» в цехе 109—110.
Их вытеснили газгольдеры постоянного объёма, так как современные технологии делают доступным создание достаточно прочных сплавов, выдерживающих огромные эксплуатационные нагрузки, едкую среду сжиженного и газообразного пропана, а также дают возможность адекватно контролировать газовое давление.
В Великобритании сохранилось множество мокрых газгольдеров Викторианской эпохи, имеющих характерную открытую решётку направляющих колонн, некоторые из них получили статус охраняемых памятников. В венском районе Зиммеринг каменные стены четырёх газгольдеров конца XIX века были в 2001 году перестроены в многоэтажные здания, содержащие жилые, офисные и торговые помещения.
Несколько газгольдеров дореволюционной постройки сохранились в Санкт-Петербурге в районе Обводного канала.
На территории Московского газового завода сохранились газгольдеры XIX и начала XX века с перекрытиями знаменитого российского инженера В. Г. Шухова. Он же изобрёл оригинальные конструкции сухих газгольдеров переменного объёма и разработал на их основе ряд типовых проектов хранилищ природного газа ёмкостью до 100 тысяч куб. м.

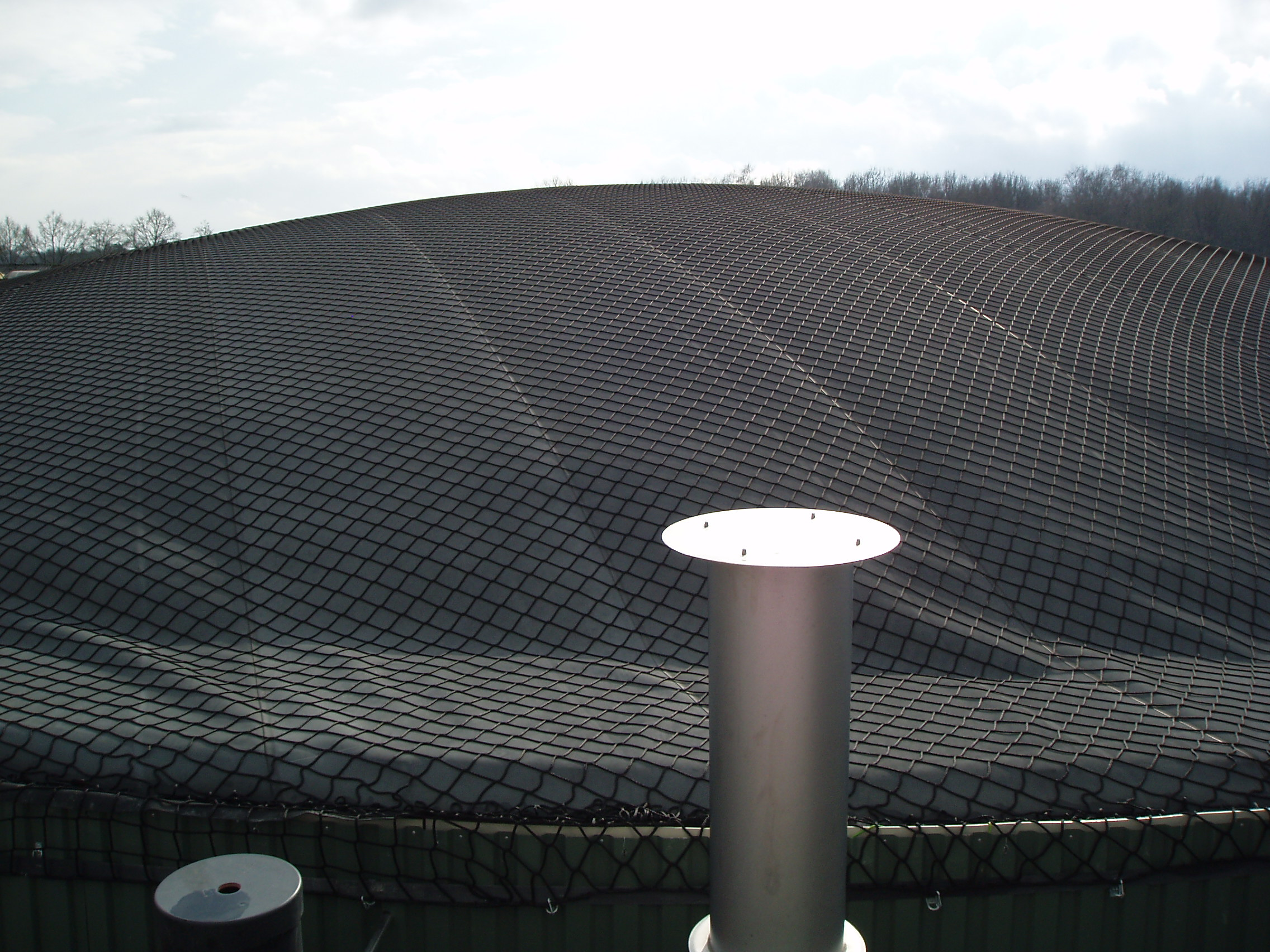
Резиновые газгольдеры-мембраны

Резиновые газгольдеры значительно дешевле в изготовлении. Они представляют собой резиновый мешок с отверстиями для входа-выхода. Газгольдером иногда является просто резиновая мембрана, натягиваемая на резервуар.

## Газгольдеры постоянного объёма

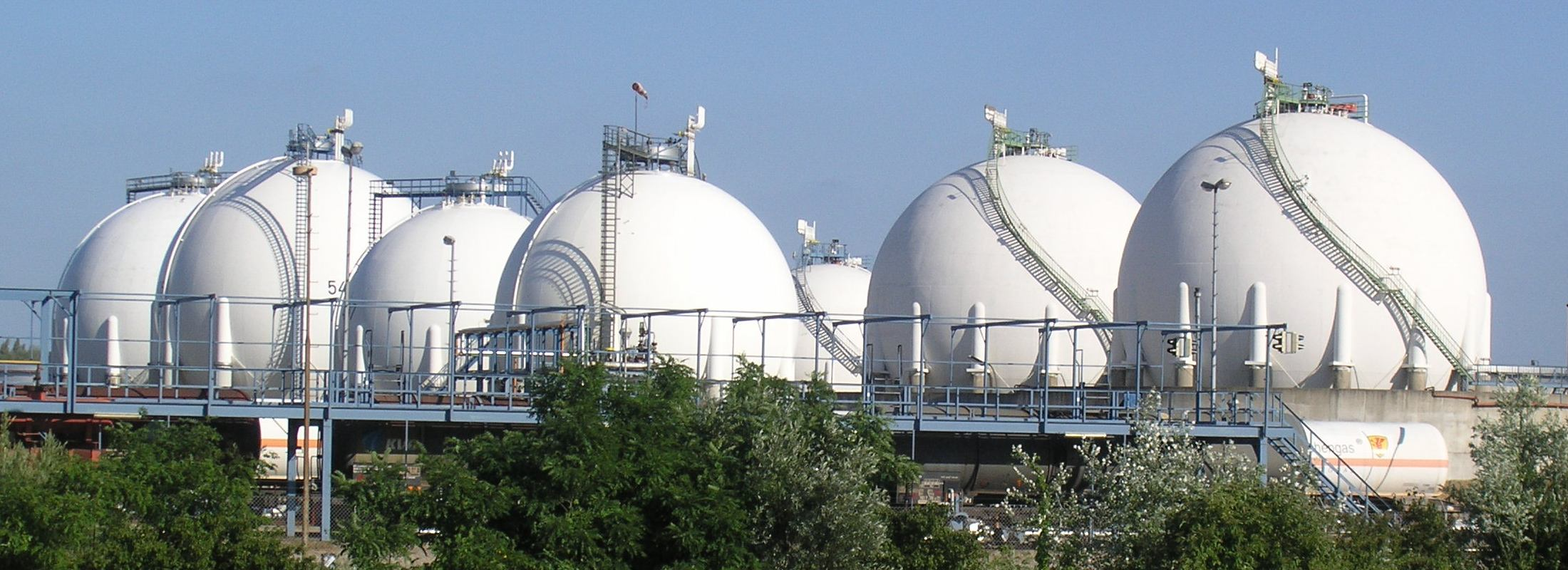
Современные газгольдеры постоянного объёма

Газгольдеры постоянного объёма представляют собой стальные цилиндрические или сферические резервуары и способны хранить газ при давлении до 1,8 МПа (≈ 18 атм).
Газгольдеры постоянного объёма выпускаются различными по месту установки, по конструкции и объёму.
По месту установки газгольдеры делятся на подземные и надземные. Наибольшее распространение получили резервуары СУГ для подземной установки в связи с тем, что даже при промерзании почвы в зимний период большая часть подземных газгольдеров находится в зоне положительных температур. Газгольдеры, которые производятся для рынка России, должны иметь высокие патрубки или горловину высотой не менее 60 см. Это обусловливает переход СУГ из жидкой фазы в паровую без применения испарительных установок. При относительно небольшой мощности газоиспользующего оборудования такой скорости испарения достаточно (например, при газификации частных домов). Кроме того, к месту установки надземных газгольдеров предъявляются более жёсткие требования.
По конструкции газгольдеры делятся на горизонтальные и вертикальные. Площадь испарения жидкой фазы газа в горизонтальных резервуарах больше, и процесс регазификации происходит быстрее, что позволяет снабжать паровой фазой газа более мощное газоиспользующее оборудование.
По объёму газгольдеры бывают:
- на основе бытовых пропановых баллонов (две группы 50-литровых баллонов по 1—50 баллонов в группе — объёмом от 100 до 5000 литров);
- цилиндрические однообъёмные газгольдеры для подземной установки на дачах или загородных участках (от 1 до 10 м3, либо 20 м3);
- газгольдеры надземные или подземные для промышленных объектов или коттеджных посёлков (хранилища от 20 до 50 м3).

## Использование заброшенных газгольдеров
В 2003 году в Лейпциге и в 2006 году в Дрездене в помещении бывших газгольдеров были открыты выставочные залы для размещения панорамных картин, получившие название Панометр (название было создано из сложения слов «панорама» и «газометр»).
В Санкт-Петербурге 3 ноября 2017 года в бывшем газгольдере открыт планетарий с самым большим в мире куполом, диаметром в 37 метров.